# آنا سارة كوغلر
آنا سارة كوغلر (بالإنجليزية: Anna Sarah Kugler)‏ هي طبيبة ومبشرة أمريكية، ولدت في 19 أبريل 1862 في Ardmore, Pennsylvania ‏ في الولايات المتحدة، وتوفيت في 26 يوليو 1930 في جونتور في الهند.